# 王愆期
王愆期，字門子。河東郡猗氏县（今山西省临猗县南）人，东晋初期武将。西晋尚书殿中郎王接之子。
他在東晋平南将軍温嶠麾下担任督護。咸和三年（328年）正月，冠軍将軍蘇峻反晋，进军首都建康。温嶠为保卫建康，派王愆期与西陽郡太守鄧嶽、鄱陽郡太守紀睦为先锋。王愆期等人到达直瀆。
四月，温嶠派王愆期到荆州求援征西大将軍陶侃。陶侃拒绝温嶠的求助，王愆期说：“蘇峻是豺狼，如果他要得志，四海虽广，陶公还有立足之地吗？”于是进一步传达了温嶠想要陶侃担任镇压军首领的意见。陶侃被王愆期的话打动了，穿上军服，登上船，没有参加儿子的葬礼，日夜向东行军。
咸和四年（329年）十二月，右軍将軍郭默殺害江州刺史劉胤，夺取江州，招降王愆期、譙国内史桓宣。桓宣没有接受，王愆期建议郭默出任平南将军、江州刺史，郭默同意。随后，王愆期逃往庐山。
王愆期担任陶侃的右司馬。咸和九年（334年）六月，大将軍陶侃病情恶化，上表辞官。陶侃将後事托付给王愆期，加督護一职，让他主管文武事务。陶侃乘车离开武昌，到渡口乘船，准备回长沙，向王愆期表达了谢意。
王愆期转任征西将軍庾亮麾下司馬。咸康元年（335年）四月，後趙征虜将軍石遇率七千骑兵攻打襄陽。庾亮派遣王愆期、輔国将軍毛宝前去救援。王愆期屯兵章山，与守卫襄阳的南中郎将桓宣一起击退了後趙。
他被任命为南蛮校尉、南郡太守，镇守江陵。建元二年（344年）七月，王愆期因病请求调职。征西将軍庾翼以建威将軍桓宣为鎮南将軍、南郡太守，代替王愆期。
最后担任散騎常侍，封辰陽伯。

## 著書
- 《列女後传》，王接著关于七十二位女性的传记的史书，永嘉之乱时散逸，王愆期重新整理编辑
- 《春秋公羊论》 ，車騎将軍庾翼问、王愆期答的问答集，共二卷
- 《春秋公羊经传》，注释《春秋公羊传》，共十二卷